# Abbaye Sainte-Marie du Rivet
Pour les articles homonymes, voir Abbaye Notre-Dame et Rivet (homonymie).

L'abbaye Sainte-Marie du Rivet ou abbaye Notre-Dame du Rivet est une abbaye cistercienne située sur la commune d'Auros, dans le département de la Gironde, en France.

## Localisation
L'abbaye se trouve à environ trois km au nord-ouest du village d'Auros, accessible par la route départementale D 10 (en direction de Langon) puis une petite route vicinale vers le nord depuis le lieu-dit Saint-Germain. Le nom de l'abbaye vient du ruisseau qui traverse le domaine, le Rivet, affluent du Beuve.

## Historique
La construction date probablement de l'époque carolingienne, comme en témoigne une architecture de piles et de murs insérés dans des constructions postérieures. Il doit alors s'agir d'un monastère bénédictin. Le monastère est affilié à l'ordre cistercien en 1189. Une bulle du pape Urbain IV la détache de l'évêché de Bazas et la prend sous sa protection.
En 1593, l'abbaye subit les attaques de Protestants et est en partie brûlée.
En 1779, l’abbé est Don Charles Benjamin Leclerc de Buffon, frère cadet du naturaliste Buffon.
À la Révolution française, les moines sont chassés, le monastère, bien national, est vendu le 30 mars 1791.
En 1885, les bâtiments sont rachetés par la famille Tamize qui commence la restauration. La gouvernante de cette famille, Louise Ripas, guérie à Lourdes, est à l'origine de la création au Rivet d’une grotte semblable à celle de Lourdes. Lors du creusement de cette grotte, une source jaillit sur l'emplacement. Un certain nombre de transformations des bâtiments lui est dû visant à leur donner un cachet médiéval, dont une tour donjonnée, une échauguette, des encorbellements et des meurtrières.

### Un monastère féminin
En 1938-1939, les moniales cisterciennes de Blagnac (Haute-Garonne) s'installent au Rivet, cherchant depuis 1936 un autre lieu pour leur monastère depuis la construction de l’aéroport de Toulouse. La présence de la grotte décide l'abbesse de Blagnac car une ancienne religieuse de son abbaye est la cousine de Bernadette Soubirous.

## Architecture et description
L'église est classée au titre des monuments historiques par arrêté du 7 janvier 1926.

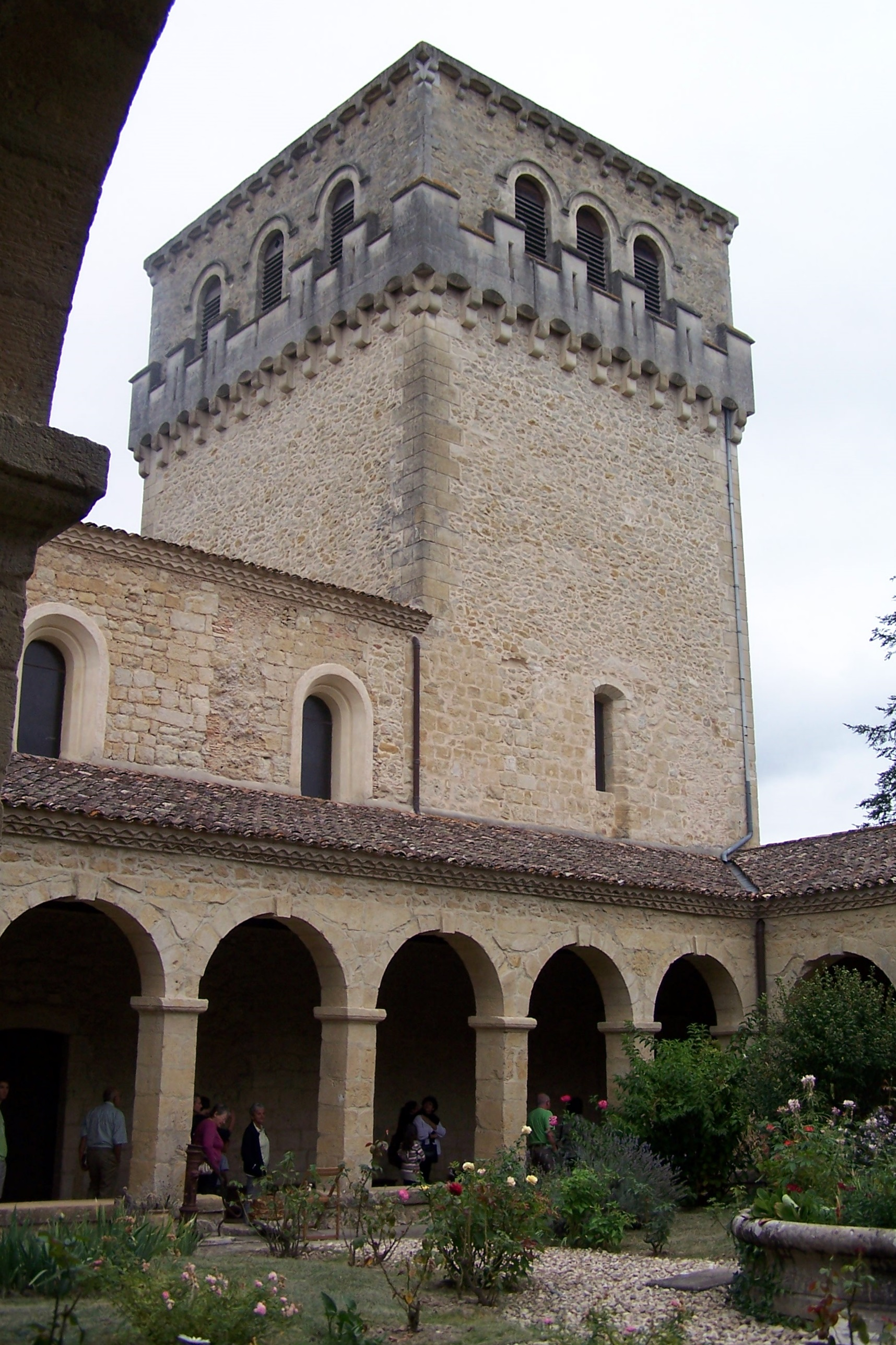
Cloître et tour au nord-est (sept. 2011).
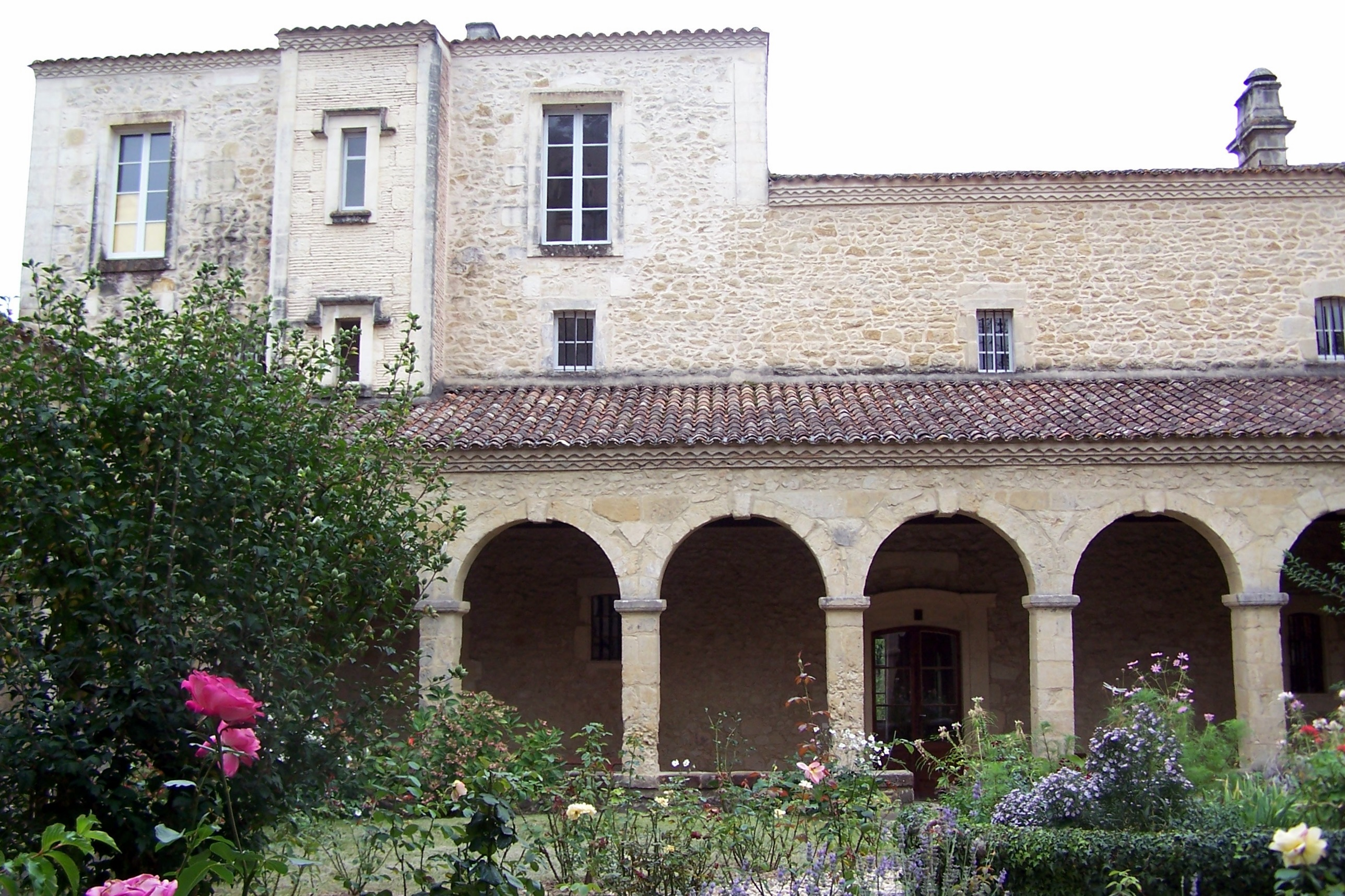
Cloître (sept. 2011).
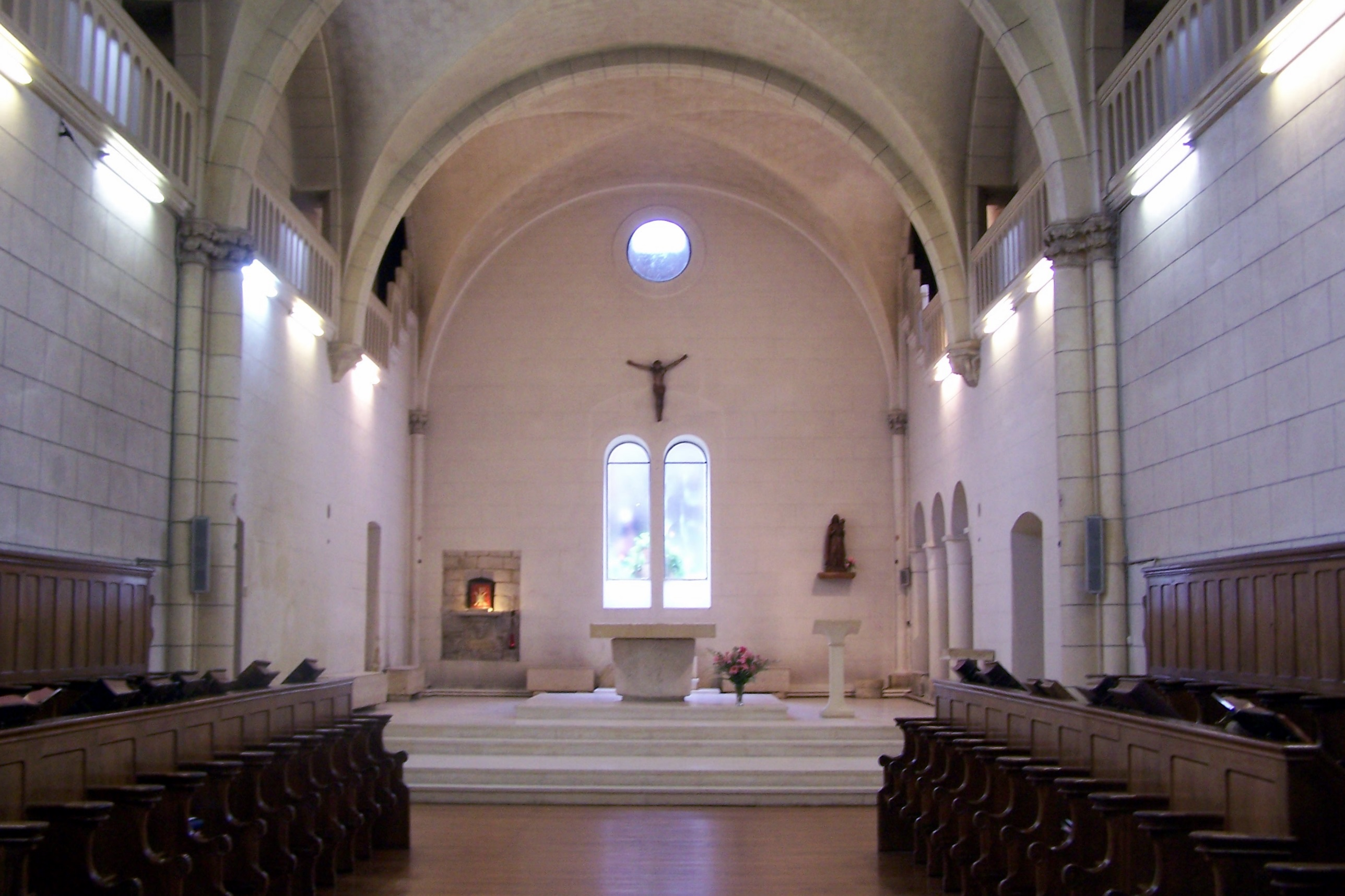
L'église et son autel à l'ouest (sept. 2011).
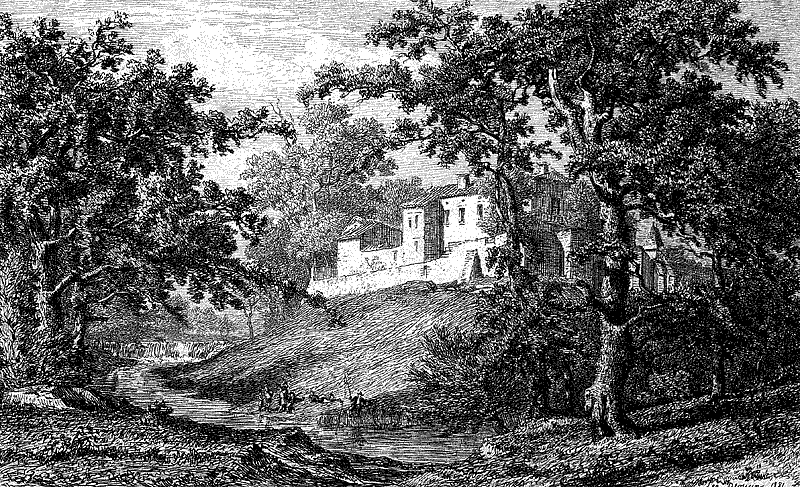
Gravure de Léo Drouyn (1881).
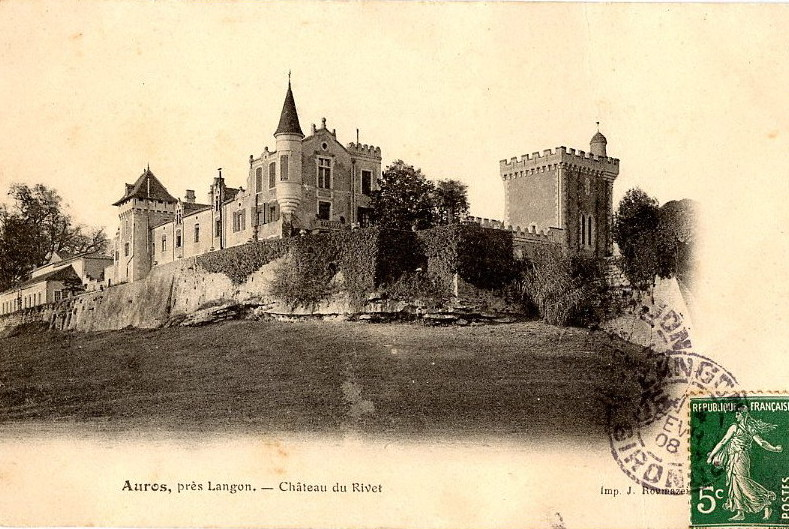
Le château.
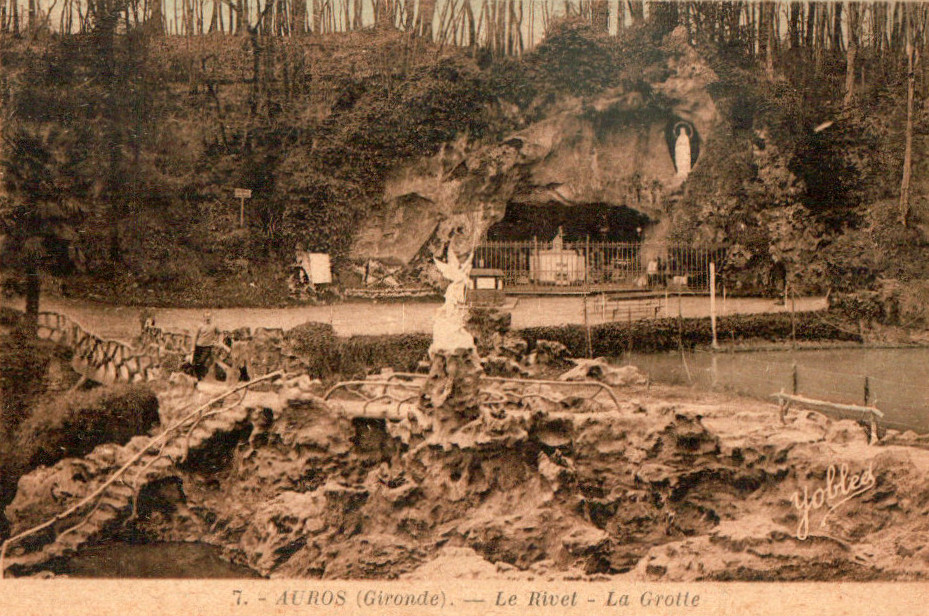
La grotte.
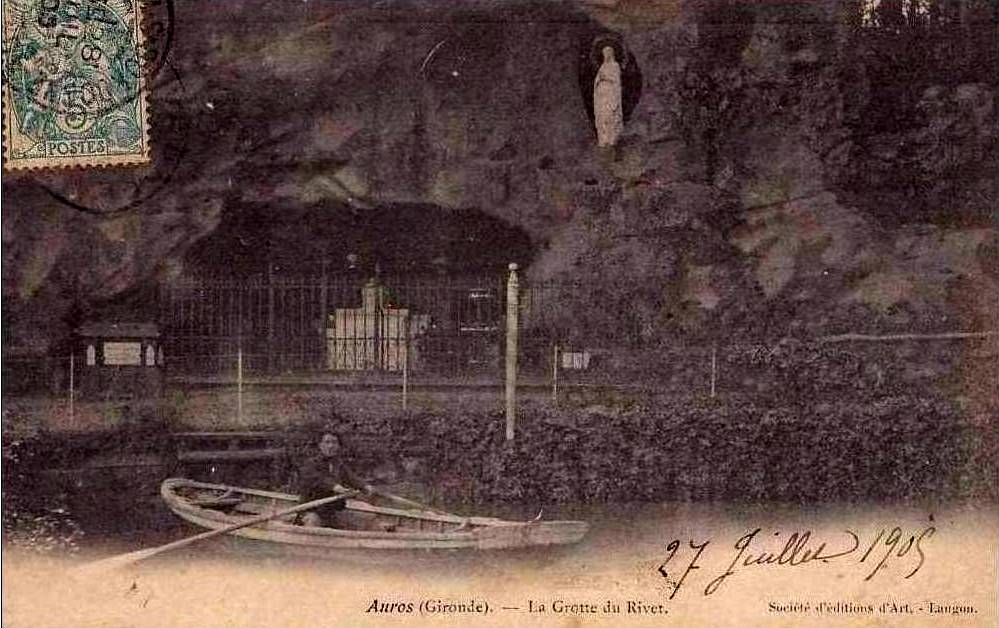
La grotte.

## Filiation et dépendances
Sainte-Marie du Rivet est fille de Notre-Dame de Jouy.

## Liste des abbés
- 1779-17.. :  Dom Claude-Benjamin Leclerc de Buffon (1712-17..), frère cadet de Georges-Louis Leclerc de Buffon (1707-1788)